# ジェフ・ストルッカー
ジェフリー・D・ストルッカー（英: Jeffrey D. Struecker, 1969年 - ）は、アメリカ合衆国の軍人、作家、牧師。
1993年のモガディシュの戦いにアメリカ陸軍レンジャー隊員として参加したことでその名を知られる。また、その他にも1989年のパナマ侵攻、湾岸戦争などにも参加した。軍人としての最終階級は少佐。

## 軍歴

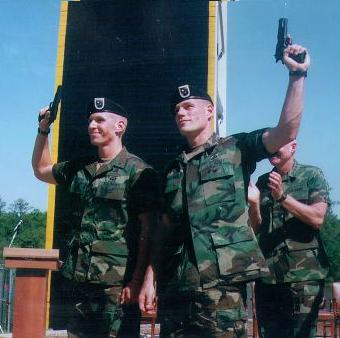
アイザック・グマゼル特技兵（左）とストルッカー二等軍曹（右）。ジョージア州フォート・ベニングにおける1996年度優良レンジャー隊員競技会優勝時の記念写真。

1969年、アイオワ州フォート・ドッジに生まれる。1987年9月、18歳で陸軍に入隊して第75レンジャー連隊に配属され、その後の10年間の勤務を通じて偵察隊付特技兵(Specialist)から小隊付軍曹(Platoon sergeant)まで昇進した。1996年度優良レンジャー隊員競技会(Best Ranger Competition in 1996)ではアイザック・グマゼル特技兵(Isaac Gmazel)と共に優勝している。また、1998年には陸軍予備役将校訓練課程が選ぶ年間最優秀下士官(Noncommissioned Officer of the Year)にも選ばれている。

### モガディシュの戦い
1993年のモガディシュの戦いには、第75レンジャー連隊付タスクフォース・レンジャー(Task Force Ranger)所属の分隊長たる軍曹として参加した。彼は自動車3両から成る車列を率い、レンジャー所属のトッド・ブラックバーン一等兵の救出を図った。この戦いを題材にした映画『ブラックホーク・ダウン』では、ブライアン・ヴァン・ホルトがストルッカーを演じた。

### 将校へ
2000年4月に下士官兵としての勤務を終えると、ストルッカーは神学校を卒業して従軍牧師たる将校となった。その後もアフガニスタンやイラクへの派遣に複数回参加している。彼が最後に勤務した部隊は、第75レンジャー連隊付特別部隊大隊であった。2011年1月、ストルッカーは陸軍を退役した。

## 受章
ストルッカーは米軍人として以下の勲章・記章等を受章した。
戦闘歩兵記章、空挺マスター記章、パスファインダー記章、自由降下記章、銅星章（二重柏葉・Vデバイス付き）、功労メダル、陸軍称揚章、陸軍業績章（二重柏葉付き）、陸軍善行章、国防従軍章（従軍銅星章付）、派兵章（従軍銅星章付）、東南アジア従軍記章（従軍銅星章付）、アフガニスタン戦線記念記章（従軍銅星章付）、イラク戦線記念記章（従軍銅星章付）、国際対テロ戦争遠征章、国際対テロ戦争従軍章、下士官専門能力開発記章、陸軍勤務記章、クウェート解放章（クウェート）、統合殊勲部隊章、武勇部隊章、部隊功労章、優秀部隊章、レンジャー・タブ、空挺記章（独連邦軍）、空挺記章（英軍）、空挺記章（タイ軍）。

## 退役後
陸軍退役後まもなくしてストルッカーはジョージア州コロンバスのキャルバリー・バプティスト教会(Calvary Baptist Church)のスタッフとなり、2014年4月には主任牧師(senior pastor)となる。ストルッカーおよびストルッカーの家族は2007年からこの教会に通っていた。また彼は執筆活動に着手すると共に、彼自身の経験に基づくキリスト教の信仰に関する説教をアメリカ各地で行なっている。

### モガディシュへの再訪
2013年3月、ストルッカーは短編ドキュメンタリー映画『Return to Mogadishu: Remembering Black Hawk Down』の撮影の為、モガディシュを訪れた。この映画はモガディシュの戦いの20年後にあたる2013年10月に公開された。この中でストルッカーは歌手ケニ・トーマスと共にかつて激戦が繰り広げられたバカラ・マーケット、そしてウォルコット墜落地点を再訪した。

## 教育、家族
ストルッカーはケンタッキー州ルイビルの南部バプテスト神学校を卒業して神学修士(Master of Divinity)の学位を、またアラバマ州トロイのトロイ州立大学を卒業して理学士(Bachelor of Science)の学位を得ている。
彼は結婚しており、5人の子供がいる。

## 著書
- The Road To Unafraid: How the Army's Top Ranger Faced Fear and Found Courage through Black Hawk Down and Beyond (2006) ISBN 0-8499-0060-3
- Certain Jeopardy (2009) ISBN 0-8054-4853-5
- Blaze of Glory: A Novel (2010) ISBN 0-8054-4854-3
- Fallen Angel: A Novel (2011) ISBN 1-4336-7140-9
- Hide and Seek: A Novel (2012) ISBN 1-4336-7142-5